# Джида (станция)
Джида́ — станция Восточно-Сибирской железной дороги на Трансмонгольской магистрали. 

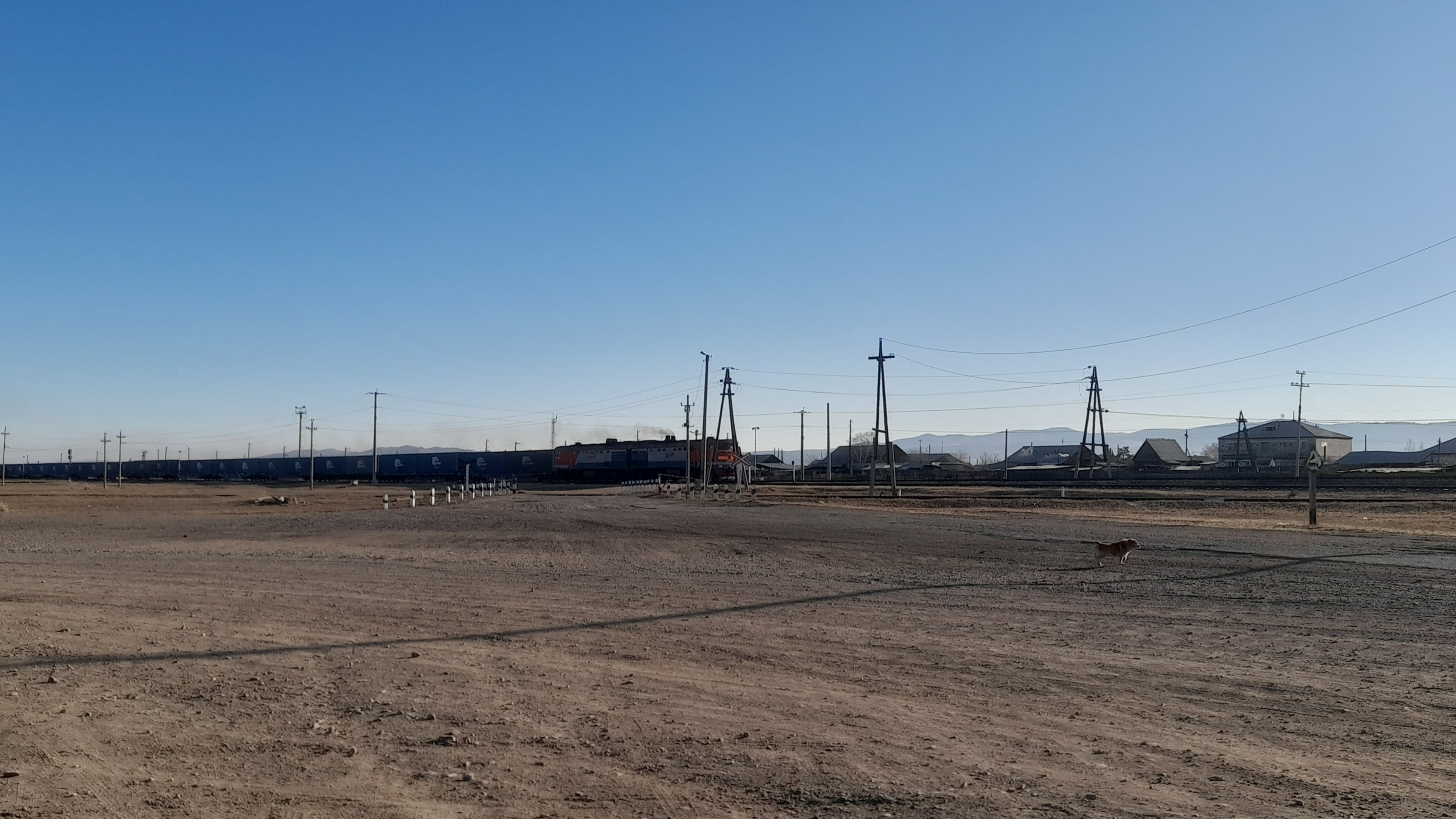

Расположена в селе Джида Джидинского района Бурятии.

## История
Введена в эксплуатацию в 1940 году.
Пригородное движение поездов по маршруту Загустай — Наушки (реформированный Улан-Удэ — Наушки) отменено в 2014 году.

## Дальнее следование по станции
| № поезда | Маршрут движения     | № поезда | Маршрут движения     |
| -------- | -------------------- | -------- | -------------------- |
| 3        | Пекин — Москва       | 4        | Москва — Пекин       |
| 5        | Улан-Батор — Москва  | 6        | Москва — Улан-Батор  |
| 305      | Улан-Батор — Иркутск | 306      | Иркутск — Улан-Батор |
| 361      | Наушки — Иркутск     | 362      | Иркутск — Наушки     |